# Palawankikkerbek
De palawankikkerbek (Batrachostomus chaseni) is een vogel uit de familie Podargidae (kikkerbekken). Vaak wordt de vogel nog beschouwd als ondersoort van de Javaanse kikkerbek (P. javensis).

## Verspreiding en leefgebied
Deze soort komt voor op Pulau Banggi (ten noorden van Borneo) en Palawan (de Filipijnen). Het leefgebied bestaat uit dicht regenwoud met ondergroei.

## Status
De Javaanse kikkerbek heeft de status niet bedreigd op de Rode Lijst van de IUCN.